# Urceolina urceolata
Urceolina urceolata là một loài thực vật có hoa trong họ Amaryllidaceae. Loài này được (Ruiz & Pav.) Asch. & Graebn. miêu tả khoa học đầu tiên năm 1906.

## Hình ảnh

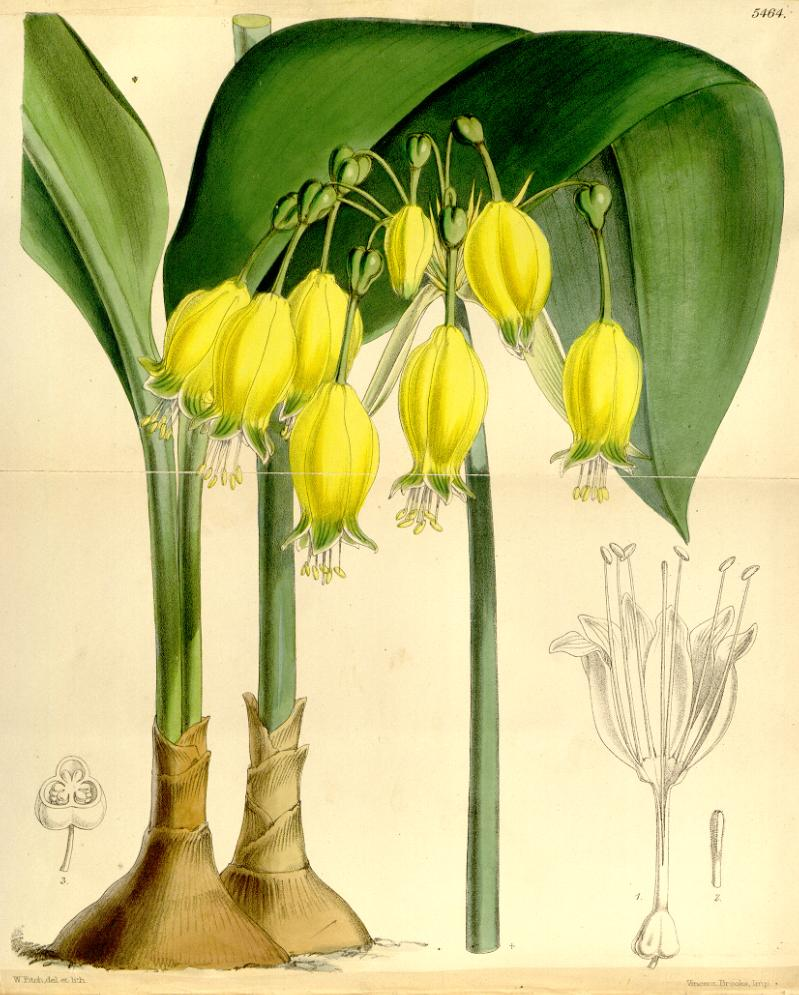